# Кутур (Египет)
Кутур (араб. قطور‎) — город на севере Египта, расположенный на территории мухафазы Гарбия.

## Географическое положение
Город находится на севере мухафазы, в центральной части дельты Нила, к востоку от канала Эль-Касид, на расстоянии приблизительно 16 километров к северу от Танты, административного центра провинции. Абсолютная высота — 11 метров над уровнем моря.

## Демография
По данным переписи 2006 года численность населения Кутура составляла 24 518 человек.
Динамика численности населения города по годам:
| 1996   | 2006   | 2018   |
| ------ | ------ | ------ |
| 20 791 | 24 518 | 29 380 |

## Транспорт
Ближайший гражданский аэропорт — Международный аэропорт Каира.